# Crèvecœur-sur-l'Escaut
Crèvecœur-sur-l'Escaut és un municipi francès, situat a la regió dels Alts de França, al departament del Nord. L'any 2006 tenia 660 habitants. Es troba a la vall de l'Escalda, a 8,1 kilòmetres de Cambrai. Limita amb Lesdain, Masnières, Rumilly-en-Cambrésis, Séranvillers-Forenville, Les Rues-des-Vignes i Cambrai.

## Demografia
| Evolució de la població Ehess i INSEE |       |       |       |       |       |       |       |       |
| 1793                                  | 1800  | 1806  | 1821  | 1831  | 1836  | 1841  | 1846  | 1851  |
| 1 500                                 | 1 251 | 1 533 | 1 811 | 2 001 | 1 946 | 2 022 | 2 192 | 2 195 |

| 1856  | 1861  | 1866  | 1872  | 1876  | 1881  | 1886  | 1891  | 1896  |
| ----- | ----- | ----- | ----- | ----- | ----- | ----- | ----- | ----- |
| 2 305 | 2 328 | 2 489 | 2 378 | 2 393 | 2 569 | 2 408 | 2 347 | 2 335 |

| 1901  | 1906  | 1911  | 1921  | 1926  | 1931 | 1936 | 1946 | 1954 |
| ----- | ----- | ----- | ----- | ----- | ---- | ---- | ---- | ---- |
| 2 176 | 2 129 | 1 920 | 1 428 | 1 590 | 775  | 727  | 644  | 593  |

| 1962 | 1968 | 1975 | 1982 | 1990 | 1999 | 2006 | 2011 | 2016 |
| ---- | ---- | ---- | ---- | ---- | ---- | ---- | ---- | ---- |
| 623  | 638  | 626  | 647  | 644  | 643  | -    | -    | -    |

| 2019 | - | - | - | - | - | - | - | - |
| ---- | - | - | - | - | - | - | - | - |
| -    | - | - | - | - | - | - | - | - |

## Administració
| Període   | Identitat         | Partit |
| --------- | ----------------- | ------ |
| 2001-2008 | Michel Bellenguez |        |
| 2008-     | Gilbert Drain     |        |